# Mercedes-Benz W150
Mercedes-Benz 770 är en lyxbil, tillverkad av den tyska biltillverkaren Mercedes-Benz mellan 1938 och 1943.
1938 genomgick Mercedes-Benz största modell en genomgripande uppdatering. Bilen fick ett helt nytt chassi med en kryssram uppbyggd av ovalrör, utvecklad från företagets tävlingsbilar. Nya hjulupphängningar med skruvfjädrar infördes, med individuell framvagnsfjädring och De Dion-axel bak. Motorn trimmades med toppeffekter på 155 hk utan överladdning och 230 hk med kompressorn inkopplad. Kompressorn var nu standard. Även karosserna uppdaterades.
Försäljningen till privatpersoner hade närmast upphört och de flesta bilarna gick direkt till den naziststyrda tyska statsledningen. Bilar byggda efter krigsutbrottet var oftast bepansrade, med skottsäkra fönster och däck. Detta lade ytterligare drygt ett ton till den redan från början ansenliga vikten.

## Motor
| Modell | Motor                    | Cylindervolym | Effekt     | Bränslesystem               |
| ------ | ------------------------ | ------------- | ---------- | --------------------------- |
| 770    | M150: 8-cyl radmotor ohv | 7655 cm³      | 155/230 hk | Enkel förgasare, kompressor |

## Tillverkning
| Modell | Antal |
| ------ | ----- |
| 770    | 88    |